# Conotrochammina
Conotrochammina es un género de foraminífero bentónico de la familia Conotrochamminidae, de la superfamilia Verneuilinoidea, del suborden Verneuilinina y del orden Lituolida. Su especie tipo es Conotrochammina whangaia. Su rango cronoestratigráfico abarca el Paleoceno.

## Discusión
Clasificaciones previas incluían Conotrochammina en el suborden Textulariina del orden Textulariida, o en el orden Lituolida sin diferenciar el suborden Verneuilinina.

## Clasificación
Conotrochammina incluye a las siguientes especies:
- Conotrochammina abyssorum †
- Conotrochammina antarctica †
- Conotrochammina depressa †
- Conotrochammina kennetti †
- Conotrochammina voeringensis †
- Conotrochammina whangaia †